# Montigny-sous-Marle
Montigny-sous-Marle is een gemeente in het Franse departement Aisne (regio Hauts-de-France) en telt 71 inwoners (2009). De plaats maakt deel uit van het arrondissement Laon.

## Geografie
De oppervlakte van Montigny-sous-Marle bedraagt 7,0 km², de bevolkingsdichtheid is dus 10,1 inwoners per km².
De onderstaande kaart toont de ligging van Montigny-sous-Marle met de belangrijkste infrastructuur en aangrenzende gemeenten.

## Demografie
Onderstaande figuur toont het verloop van het inwonertal (bron: INSEE-tellingen).
Vanwege een beveiligingsprobleem met de MediaWiki Graph-software is het momenteel niet mogelijk deze grafiek weer te geven. Zodra de software is bijgewerkt zal de grafiek vanzelf weer zichtbaar worden.